# Kerak (principat)
Kerak, Karak o al-Karak fou un principat aiúbida, establert sobre l'antiga senyoria de Transjordània o Senyoria del Crac de Moab conquerida per Saladí el 1188-1189. Va romandre unit a Damasc fins al 1229 quan Al-Nasir Dawud fou privat del seu territori i se li va cedir Kerak en compensació; el va conservar fins a la seva mort el 1248 i el va succeir el seu germà al-Malik Musa al-Mughith Fakhr al-Din Umar ibn al-Muazzam. El 1257 un grup de mameluc exiliats entre els quals el futur sultà Qalàwun, van entrar al seu servei; poc després el principat fou atacat per al-Muzaffar Sayf al-Din Kutuz (futur sultà 1259-1260), lloctinent d'Al-Mansur Alí (fill i successor d'Al-Muïzz Àybak i sultà del 1257 al 1259) que els volia capturar; Kalawun i els seus companys foren derrotats i enviats presoners a Egipte, però alguns van poder fugir i van retornar a Kerak i van restar al principat dos anys fins que Kutuz va pujar al poder i va dictar una amnistia per reunir forces contra els mongols. Després de la victòria a la batalla d'Ayn Djalut sobre els mongols, el sultà fou assassinat i proclamat nou sultà Bàybars I que el 1261 es va apoderar de Shawkat (Crac de Montreal), i el 1262 va capturar a Musa al-Mughlib de manera deslleial i el va fer executar (1263). La fortalesa fou reforçada i ampliada per Baibars.

## Prínceps aiúbides de Kerak
- Saladí Yusuf ibn Nadj al-Din Ayyub 1189-1193
- Al-Afdal ibn Salah al-Din 1193-1196 (de Damasc i Kerak)
- Al-Adil I Abu Bakr ibn Nadj al-Din Ayyub 1196-1218 (de Damasc i Kerak)
- Al-Muazzam ibn al-Adil 1218-1227 (de Damasc i Kerak)
- Al-Nasir Dawud ibn al-Muazzam 1227-1248 (de Damasc i Kerak 1227-1229, després només de Kerak)
- Musa al-Mughlib Fakhr al-Din Umar ibn al-Muazzam (només a Kerak) 1248-1262 (executat 1263)